# ليلة البدر
ليلة البدر فيلم وثائقي سعودي، يصنف ضمن الأفلام التسجيلية السعودية المتميزة، وتبلغ مدته 30 دقيقة، حيث يوثق الفيلم العادات والتقاليد السعودية بمنطقة الحجاز، ضمن إطار الصورة الواقعية التي تجسد أجواء الفرح، والتي شملت الشعبنة وروحانية رمضان وأجواء العيد ومراسم الزفة الحجازية وتقاليد الاحتفال بالمواليد، وهو من إخراج المخرج ممدوح سالم باعجاجة، ومن إنتاج شركة رواد ميديا للإنتاج والتوزيع الصوتي والمرئي.

## المهرجانات
أنتج في يناير 2007، وعرض في عدة دول عبر:
- مسابقة أفلام من الإمارات (مارس 2007).[2]
- مهرجان الصواري الدولي للأفلام بالبحرين (مايو 2007).
- ملتقى الراويات العربيات بتونس (مايو 2007).
- الأسبوع الثقافي السعودي بروسيا (يونيو 2007).
- مهرجان جده للعروض المرئية (يوليو 2007).
- مهرجان الاسماعلية الدولي الحادي عشر للأفلام التسجلية والقصيرة (سبتمبر 2007).
- مهرجان المنبر الذهبي للسينما الإسلامية (سبتمبر 2007).